# Citriphaga
Citriphaga is een kevergeslacht uit de familie van de boktorren (Cerambycidae). De wetenschappelijke naam van het geslacht werd voor het eerst geldig gepubliceerd in 1919 door Lea.

## Soorten
Citriphaga is monotypisch en omvat slechts de volgende soort:
- Citriphaga mixta Lea, 1919